# Pravotice
Pravotice jsou obec na Slovensku v okrese Bánovce nad Bebravou.
Leží v nadmořské výšce 243 metrů asi 7 km od Bánoviec nad Bebravou. Žije zde 343 obyvatel.
První písemná zmínka o obci je z roku 1232. V obci je římskokatolický barokní kostel Neposkvrněného početí Panny Marie z 18. století.